# Protagoras (cráter)

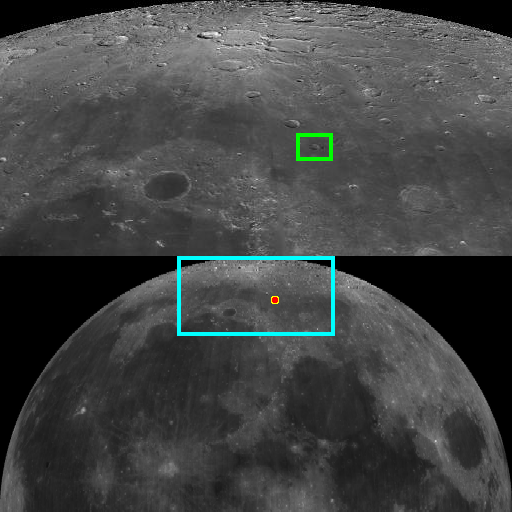
Protagoras sobre el globo lunar

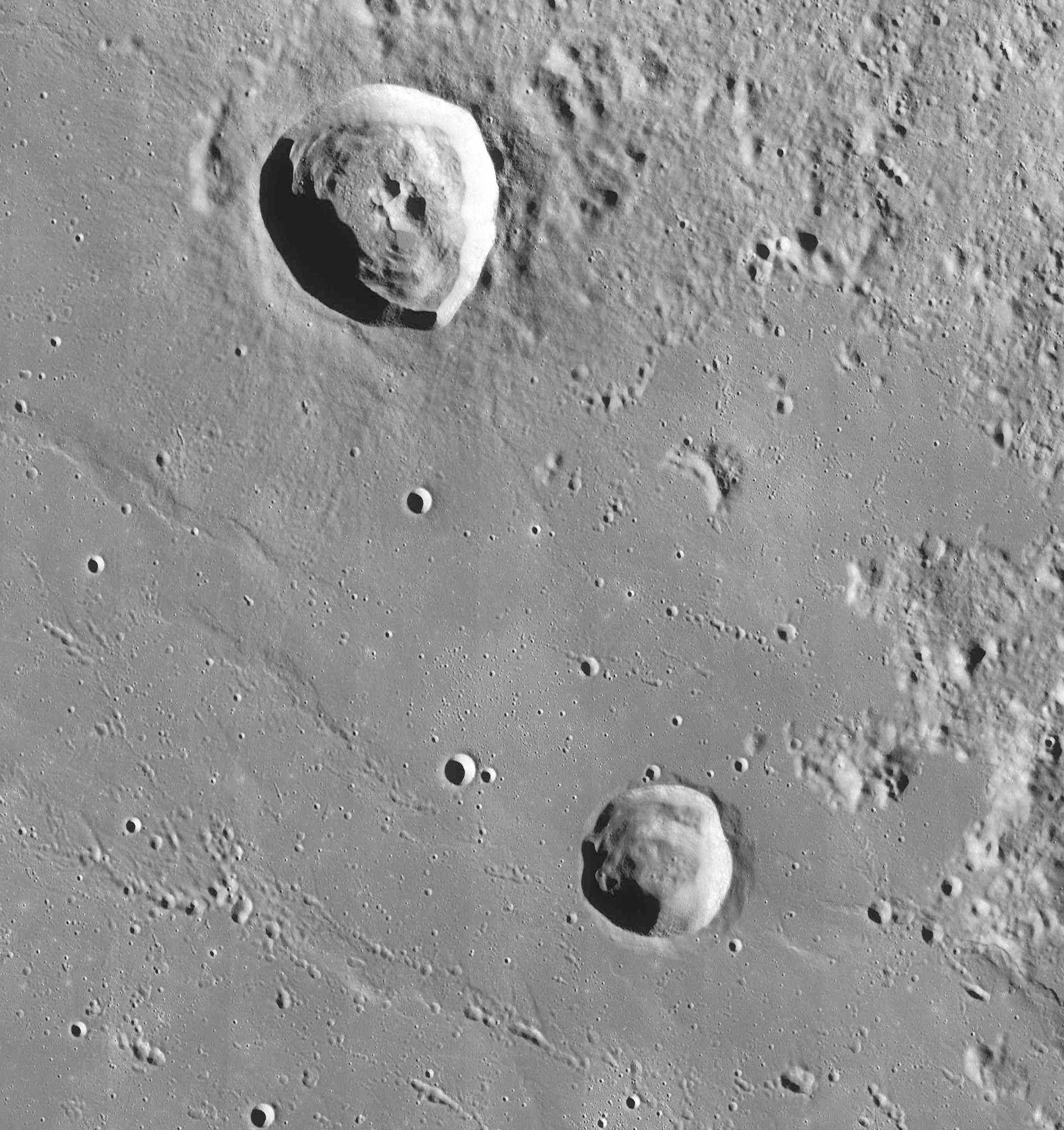
Archytas (arriba a la izquierda) y Protagoras (abajo derecha). Fotografía de la misión Lunar Reconnaissance Orbiter

Protagoras es un cráter de impacto que se encuentra en el Mare Frigoris, en la parte norte de la Luna. Al norte-noroeste se halla el cráter ligeramente más grande Archytas, y al sureste aparece el prominente Aristóteles.
|  |

El borde de Protágoras es circular y se eleva sobre el terreno plano circundante, aunque en el lado suroeste pierde altura. El suelo interior contiene algunas marcas claras, pero no presenta formaciones destacables.  Se localiza un área de terreno accidentado apenas al este del cráter, pero los alrededores restantes son bastante llanos, con tan solo algunos impactos pequeños en los alrededores.
El cráter lleva el nombre del sofista griego Protágoras de Abdera.

## Cráteres satélite
Por convención estos elementos son identificados en los mapas lunares poniendo la letra en el lado del punto medio del cráter que está más cercano a Protagoras.
|            | \| Protagoras \| Coordenadas \| Diámetro \| \| ---------- \| -------------------------- \| -------- \| \| B \| 56°18′N 5°42′E / 56.3, 5.7 \| 4 km \| \| E \| 49°30′N 0°30′E / 49.5, 0.5 \| 6 km \| |          |
| Protagoras | Coordenadas | Diámetro |
| B          | 56°18′N 5°42′E / 56.3, 5.7 | 4 km     |
| E          | 49°30′N 0°30′E / 49.5, 0.5 | 6 km     |